# Lãnh (họ)

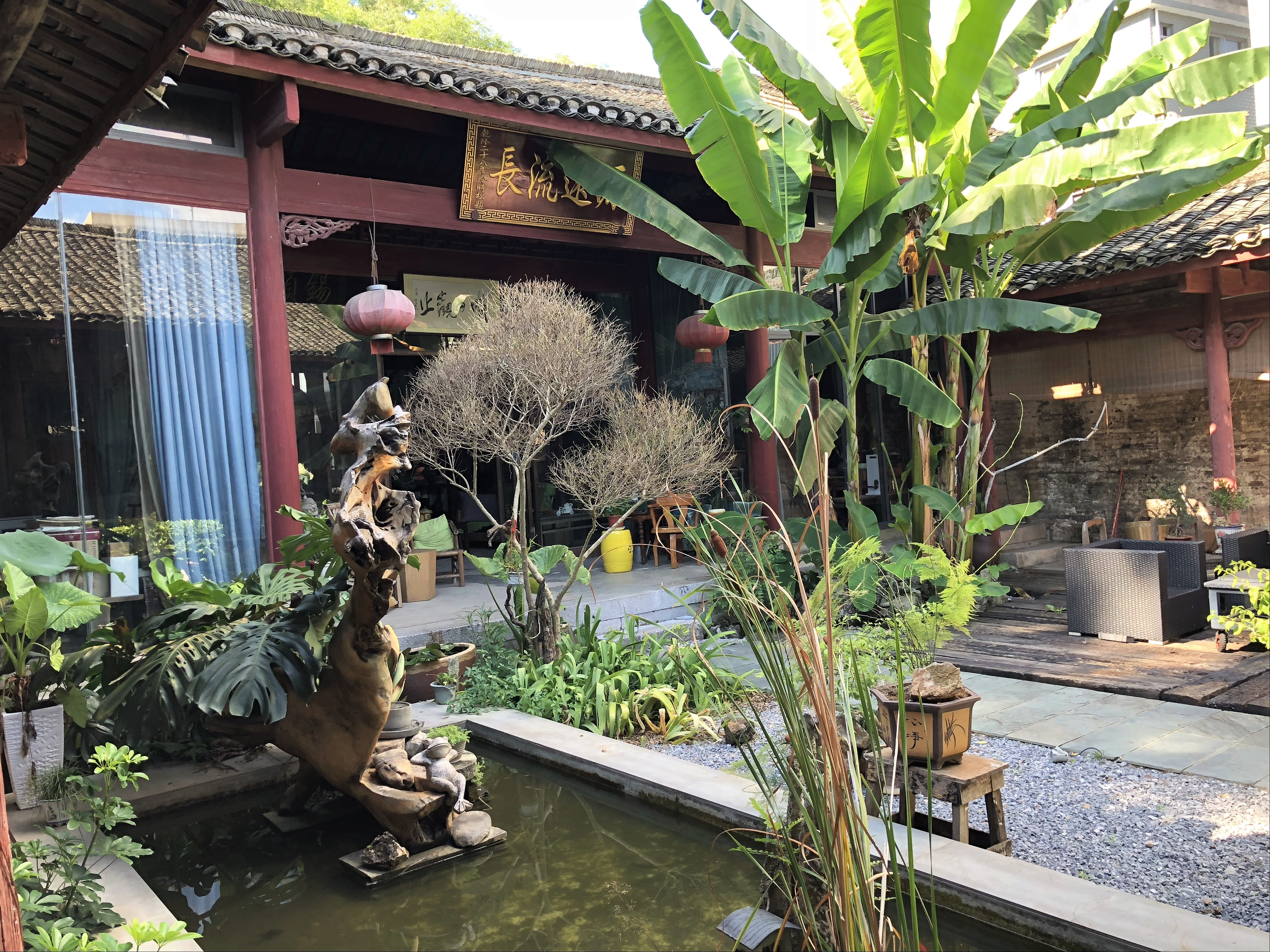
Nhà Thờ Lãnh tính ở Quế Lâm.

Lãnh (Hán tự: 冷,pinyin: Lěng) là họ của người Việt Nam và Trung Quốc, được liệt kê ở vị trí thứ 377 trong văn bản cổ điển của Bách gia tính triều đại Tống. Vào năm 2008, đây là họ phổ biến thứ 246 ở Trung Quốc, là họ của hơn 300.000 người.